# 오노세 고스케
오노세 고스케(일본어: 小野瀬 康介, 1993년 4월 22일 ~ )는 일본의 축구 선수이다. 현재 J1리그의 쇼난 벨마레에서 뛰고 있다.

## 구단 경력
그는 2011년부터 J리그의 요코하마 FC, 레노파 야마구치 FC, 감바 오사카, 쇼난 벨마레에서 뛰었다.